# Vladislav Růžička
Vladislav Růžička (2. července 1870 Brno – 18. března 1934 Praha) byl český lékař, biolog, vysokoškolský pedagog a odborný spisovatel působící v letech 1924 až 1925 jako děkan lékařské fakulty Univerzity Karlovy.

## Životopis
Narodil se v Brně na jižní Moravě. Studoval na českém gymnáziu v Brně a posléze pak lékařskou fakultu v Praze, kde promoval roku 1901. Jeho pedagogem byl mj. prof. Arnold Spina. Již v době studií se začal zabývat publikační činností, zejména se zaměřením na biologii. Další studium pak absolvoval díky získaným stipendiím v zahraničí. Roku 1899 začal vyučovat na pražské lékařské fakultě. Roku 1907 studoval na univerzitě v Mnichově a posléze potom habilitoval na pražské lékařské fakultě v oboru biologie. Roku 1909 byl potom jmenován mimořádným profesorem pokusné morfologie s učebním příkazem pro všeobecnou biologii.           
Roku 1911 se stal zakladatem Ústavu pro všeobecnou biologii, jehož zřízení si na lékařské fakultě vymohl. Od roku 1924 potom působil jako ředitel Československého státního ústavu pro národní eugeniku. V letech 1921 až 1922 zastával pozici děkana lékařské fakulty Univerzity Karlovy.          
Zemřel 18. března 1934 v Praze ve věku 63 let. Pohřben byl na Vinohradském hřbitově.